# Stop the Clocks (brano musicale Oasis)
Stop the Clocks è una canzone del gruppo musicale britannico Oasis, scritta da Noel Gallagher nel 2001 e mai pubblicata su album o come singolo sino al 2011, quando è stata inclusa nel disco eponimo dei Noel Gallagher's High Flying Birds.
Originariamente doveva far parte dell'album Don't Believe the Truth del 2005 e fu per questo motivo incisa nel 2004, ma poi fu esclusa sia dal disco che dalla raccolta di successi omonima Stop the Clocks del 2006. Ciononostante gode ugualmente di popolarità e la sua pubblicazione è stata a lungo attesa dai fan, anche perché la canzone è stata citata ripetutamente da Noel durante il tour di Heathen Chemistry nel 2002-2003.
Il 6 maggio 2008 comparvero su Internet una versione in studio della canzone, tratta dalle sessioni di registrazione di Don't Believe the Truth, e una versione live del brano eseguita nel maggio 2003.

## Genesi del brano

### Composizione (2001-2002)
Nel novembre 2006, nel corso di un'intervista a una radio italiana, Noel disse di aver scritto la canzone mentre si trovava in Thailandia nel 2001, nello stesso periodo in cui Liam Gallagher era in studio a registrare la parte vocale di Stop Crying Your Heart Out, poi incluso nell'album Heathen Chemistry. Il brano era già stato citato da Noel durante alcune interviste dell'autunno 2002.
Alla radio J-Wave di Tokyo Noel disse che la canzone è ispirata a un sogno in cui si domandava come si fa a sapere se si è vivi o morti. Nel marzo 2003 disse al programma televisivo austriaco Arena che "suona diversa da qualunque altra cosa abbiamo fatto prima d'ora e da qualunque cosa io abbia scritto ... il suo testo è quasi vicino a The Masterplan".

### Esibizione dal vivo (2003)
Il 3 maggio 2003 Noel eseguì il brano in pubblico per la prima volta al Zanzibar Club di Liverpool. Accompagnato dal chitarrista Gem Archer e dal percussionista Terry Kirkbride, si esibì in un set semiacustico di 5 canzoni come supporto ai Bandits, principale attrazione della serata. NME mise in risalto la nuova canzone suonata da Noel, che fu descritta come "un incrocio tra The Hindu Times e Wonderwall, simile ai brani degli ultimi The Beatles firmati da George Harrison. Comprende il verso Stop the clocks and leave it all behind / On the backseat of my mind". Un'altra recensione, pubblicata da AngryApe, si concentrò sulle reazioni del pubblico, che rimase "diviso e incerto" sulla canzone, un incrocio melanconico tra Fade In-Out e Who Feels Love?". Secondo quest'ultima recensione si trattava di "un brano in classico stile Oasis, ma con un'anima maggiore, maturo e ben strutturato, in contrapposizione con le orecchiabili canzoni pop da 3 accordi".

### Registrazioni diDon't Believe the Truth(2004-2005)
Don't Believe the Truth, il sesto album in studio degli Oasis, uscì nel maggio 2005, ma inaspettatamente non conteneva Stop the Clocks. A marzo Noel aveva rivelato, in un'intervista alla rivista Q, che la canzone, che doveva essere la traccia numero 7, posta tra The Meaning of Soul e Part of the Queue, probabilmente sarebbe stata esclusa dal disco e che sulla sua eventuale presenza nella tracklist c'era una discussione in corso. L'assenza del pezzo dal disco fu confermata di lì a poco, quando il sito ufficiale della band pubblicò la tracklist definitiva.
Durante le interviste per promuovere Don't Believe the Truth, a Noel fu chiesto della canzone, ma il musicista non aggiunse niente a quanto dichiarato il 22 aprile 2005 a oasisinet.com. Nel corso di una chat di due ore con i fan condotta da Gary Crowley, Noel fu oggetto di molte domande sul brano e sul perché non l'avesse inserita nel disco, alle quali replicò: "L'intero album era tipo basato su quella canzone. Era tipo una lunga storia simile a quella di Champagne Supernova: testo fantastico e grande atmosfera, ma sentivo che non riuscivamo mai a crearne la versione corretta. Ne abbiamo 6 o 7 versioni e per me nessuna di queste calzava alla perfezione. Ma sta lì, per ora è messa da parte. Originariamente l'album si sarebbe dovuto chiamare Stop the Clocks, che sarebbe stato un grande titolo, ma siccome queste canzoni erano così nuove, quella canzone iniziò a sembrare vecchia, perché fu scritta nel 2001. Ma alla fine sarà pubblicata".
In seguito Noel rivelò che una parte del prossimo disco degli Oasis avrebbe potuto comprendere canzoni scritte durante le registrazioni di Don't Believe the Truth, che secondo lui hanno pari dignità di quelle poi incluse nell'album, ma scartate perché non molto adatte allo stile del disco. Ciononostante neanche nell'album Dig Out Your Soul vi fu traccia del brano.

### Possibile inclusione inStop the Clocks(2006)
Nel luglio 2006 iniziarono a trapelare i dettagli di un greatest hits degli Oasis dal titolo Stop the Clocks e i fan pensarono che forse fosse giunto il momento di vedere il brano pubblicato come bonus track, presenze frequenti delle raccolte dei grandi della musica. In una tracklist pubblicata dal Sun e rilanciata da decine di altri mezzi di informazione, figuravano in effetti Stop the Clocks e un'altra canzone scritta di Liam e anch'essa mai pubblicata, The Boy with the Blues, come ultime due canzoni in scaletta. Il management della band si affrettò a smentire quanto pubblicato dal tabloid e l'11 settembre 2006 la comunicazione ufficiale della lista delle tracce, effettuata dal sito della band, confermò che si trattava di informazioni errate.
Il 4 novembre 2006, alla prima del DVD Lord Don't Slow Me Down a New York, Gallagher rivelò che anche in questa occasione Stop the Clocks era stata presa in considerazione per la raccolta, ma che era stata ancora una volta esclusa perché non ve n'era una versione definitiva di cui la band fosse soddisfatta. Disse anche che del pezzo c'erano versioni in cui a cantare è Liam.
Il 13 novembre 2006 uscì l'Extended Play Stop the Clocks, ma non conteneva il brano omonimo.
La compilation omonima uscì una settimana dopo e includeva alcuni dei più grandi successi degli Oasis, ma deluse in realtà non pochi fan, che si aspettavano almeno qualche nuovo pezzo quale omaggio. Interrogato sull'assenza di nuove canzoni, Noel disse di aver pensato che inserire bonus track in un greatest hits avrebbe distratto l'attenzione dall'elemento retrospettivo che costituisce l'identità di un "meglio di".
In un'intervista a BBC Radio 1 del 1º dicembre 2006 Noel Gallagher disse a proposito di Stop the Clocks: "Ognuno ha le sue versioni preferite e finché non decidiamo quale prendere, deve rimanere in cantina. Speriamo di deciderci la prossima volta". Confermò poi che le parole che si leggono sulla copertina della raccolta Stop the Clocks sono le parole del brano omonimo.
Nel corso di alcune interviste rilasciate verso la fine del 2006 per promuoveree la raccolta Stop the Clocks, a Noel fu ripetutamente domandato della canzone e se fosse vero che aveva dichiarato che si trattava della migliore canzone che avesse mai scritto. Noel smorzò i toni: "Ogni volta che scrivo una nuova canzone dico che è la migliore di sempre! Ma non è la cosa migliore che abbia mai scritto. Ci sono circa dieci versioni diverse e non riesco a decidere quale prendere. È una bella canzone, il testo è eccezionale". Liam disse: "Non credo sia la migliore che ha scritto - è un bel pezzo, ma non il migliore. Ne ha fatte circa quattro versioni, ma non ne è soddisfatto, quindi è un po' un incubo". Il bassista Andy Bell definì il brano "incredibile".
Intervistato da MTVU.com, Noel disse: "All'epoca dissi che era la migliore canzone che avessi mai scritto, ma sono propenso a dire cose di questo genere, lo sapete".

### Diffusione via Internet (2008)
Il 6 maggio 2008 in alcuni forum su Internet comparvero versioni differenti delle canzoni degli Oasis incluse in Don't Believe The Truth ed alcuni brani inediti risalenti a quelle sessioni di registrazione, tra cui Stop the Clocks. Nello stesso giorno negli stessi forum trapelò anche la versione live del brano eseguita nel maggio 2003 allo Zanzibar club di Liverpool.

### L'inclusione su disco (2011)
La canzone è stata inclusa nel disco di debutto del progetto solista di Noel Gallagher, Noel Gallagher's High Flying Birds, pubblicato il 17 ottobre 2011.